# Gonomyia justa
Gonomyia justa är en tvåvingeart som beskrevs av Alexander 1935. Gonomyia justa ingår i släktet Gonomyia och familjen småharkrankar. Inga underarter finns listade i Catalogue of Life.